# Филип Николић
Филип Николић (Сент Уан, Сена-Сен Дени, 1. септембар 1974. — Париз, 16. септембар 2009), је био француски поп музичар и глумац српског порекла.

## Биографија
Његови родитељи Никодије и Славенка су у Француску дошли 1967. године - мајка је пореклом из села Вуковић код Пожаревца, а отац из села Гргуровце код Лесковца.
Био је успешан гимнастичар, волео да пева и делио уобичајену судбину деце наших досељеника, све до 1996. године, када је са својим пријатељима Франком и Аделом одлучио да формира групу „Ту би фри (2Be3)“, која је променила француски музички пејзаж. За тили час су продали пет милиона албума, ушли на све ТВ и радијске станице, пунили највеће хале по Француској и широм Европе. Направљена је ТВ серија Бити слободан (2Be3) 1997. године и стрип с њиховим именима, а воштане фигуре су им ушле у чувени музеј „Гревен“...
Девојке су просто луделе за привлачним вођом групе. У јеку славе, добијао је стотине писама обожаватељки дневно. Почетком 2000.-их са групом је боравио у Србији, у оквиру турнеје по Европи.
Након распада групе, Филип Николић се затим преоријентисао на глуму. Био је и у Холивуду, где је снимио филм с Денисом Родманом („Сајмон Сез“), док је у Француској глумио у познатој детективској серији „Наваро“. Боравио је и у Србији где је снимио неколико ТВ реклама и музичких спотова. Последњих година често је наступао и у позоришту. Пред крај живота је одлучио да се поново врати музици и припремао је први соло албум и планирао да напише књигу о својој каријери. За собом је оставио ћерку Сашу из брака са Валери Бурдан.

## Дискографија

### Са групом 2Be3
- (1997)
- (1997)
- (1997)
- (1998)
- (1999)
- (2001)
- (2001)

### Соло каријера
- (2011)

## Улоге
- Крај партије (1988)
- Бити слободан (2Be3) (1997)
- Сајмон Сез (1999)
- Наваро (2002—2006)
- Фрагменти (2008)
- Бригада Наваро (2007—2009)